# TYM
주식회사 TYM은 서울특별시에 본사를 둔 대한민국의 농기계 제조 기업으로, 40개국 이상에서 사업을 운영하고 있다. 이 회사는 1951년 부산광역시에서 동양물산으로 설립되었으며 2020년에 "TYM"으로 사명을 변경했다. TYM은 트랙터, 콤바인, 경운기, 이앙기, 디젤 엔진을 설계, 생산 및 판매한다.

## 역사
1968년 한국경금속과 합병하여 농기계 생산을 시작하였으며, 1973년 유가증권시장에 상장하였다. TYM의 연구 개발 연구소와 농기계 훈련 연구소는 1993년에 설립되었다.
TYM은 2004년에 미국 트랙터 시장에 진출했으며 2016년에 국제(브랜슨)를 인수했다. 국제종합기계와 그 브랜슨 라인은 TYM을 대한민국의 농기계 업체 중 현재3등인 회사이다
LS엠트론  트랙터와 전지형 유틸리티 차량 제조업체인 대동에 근접하게 만들 것이다.

## 제품
- 트랙터
- 부착 장비
- 경운기
- 이앙기
- 콤바인
- 엔진

## 논란
- 2024년 오너 3세들이 TYM 주식을 시세보다 싸게 장외매도한 후 매도할 당시보다 주가가 하락한 이달에는 동일한 가격에 되사와 실질적인 주식 매각 아닌 일종의 편법인 '주식 파킹'(보관)으로 비용 부담을 최소화한 것이 아니냐는 지적이 있었다.[9]
- 2023년 회사 전무이자 대주주가 ‘마약류 관리에 대한 법률’ 위반(향정) 등의 혐의로 구속영장을 받고 서울중앙지검에 위해 체포됐다.[10][11] 회사 부사장이자 생산 책임자 총괄(CMO)도 카카오톡 단체 채팅방의 음란성 메시지 게시, 지인 SNS(사회관계망서비스) 음란성 댓글 게시 등의 혐의로 서울서부지검에 의해 기소되어 서울서부지법에서 재판을 받고 있다.[12]